# Kôpky
Kôpky tvoří dlouhý hřeben, který vybíhá z Těžkého štítu. Turistům jsou známé z výstupu od Popradského plesa na Rysy, nejprve vpravo nad hlavou, pak od Chaty pod Rysy vidět už jen nejvyšší Velkou Kôpku.

## Topografie
Dvě nejvyšší vyvýšeniny hřebene jsou Velká Kôpka (2354,2 m)  a Malá Kôpka (2343,2). S Ťažkým štítem jsou propojeny hřebenem Dračích pazúrikov, od nich je Velká Kôpka oddělena štrbinou pod Kôpkou. Ve vlastním hřebenu se za Velkou Kôpkou nachází: Zadní popradská lávka, Zadní popradský zub, Prostrední popradská lávka, Přední popradský zub, Přední popradská lávka a Malá Kôpka. Z ní vybíhá na jihozápad boční hřeben: Sedm popradských Mnichov. Na jih k Popradskému plesu pokračuje Popradský hřeben a v něm šest Popradských věží.

## Několik zajímavých výstupů
- 1908 Prvovýstup ze Štrbiny pod Kôpkou O. E. Meyer a G. Zindler, exponované, II, v sestupu. V ten samý den absolvovali i hřeben Popradských věží, II.
- 1908 Prvovýstup hřebenem Sedmi popradských Mnichov na Malou Kôpku, H. Wirth a J. Franz, II-III.
- 1913 Zimní prvovýstup na Velkou Kôpku Gy. Hefty a Gyula Komarnicki.
- 1956 Prvovýstup západní stěnou M. Jílek a M. Varga,

## Galerie

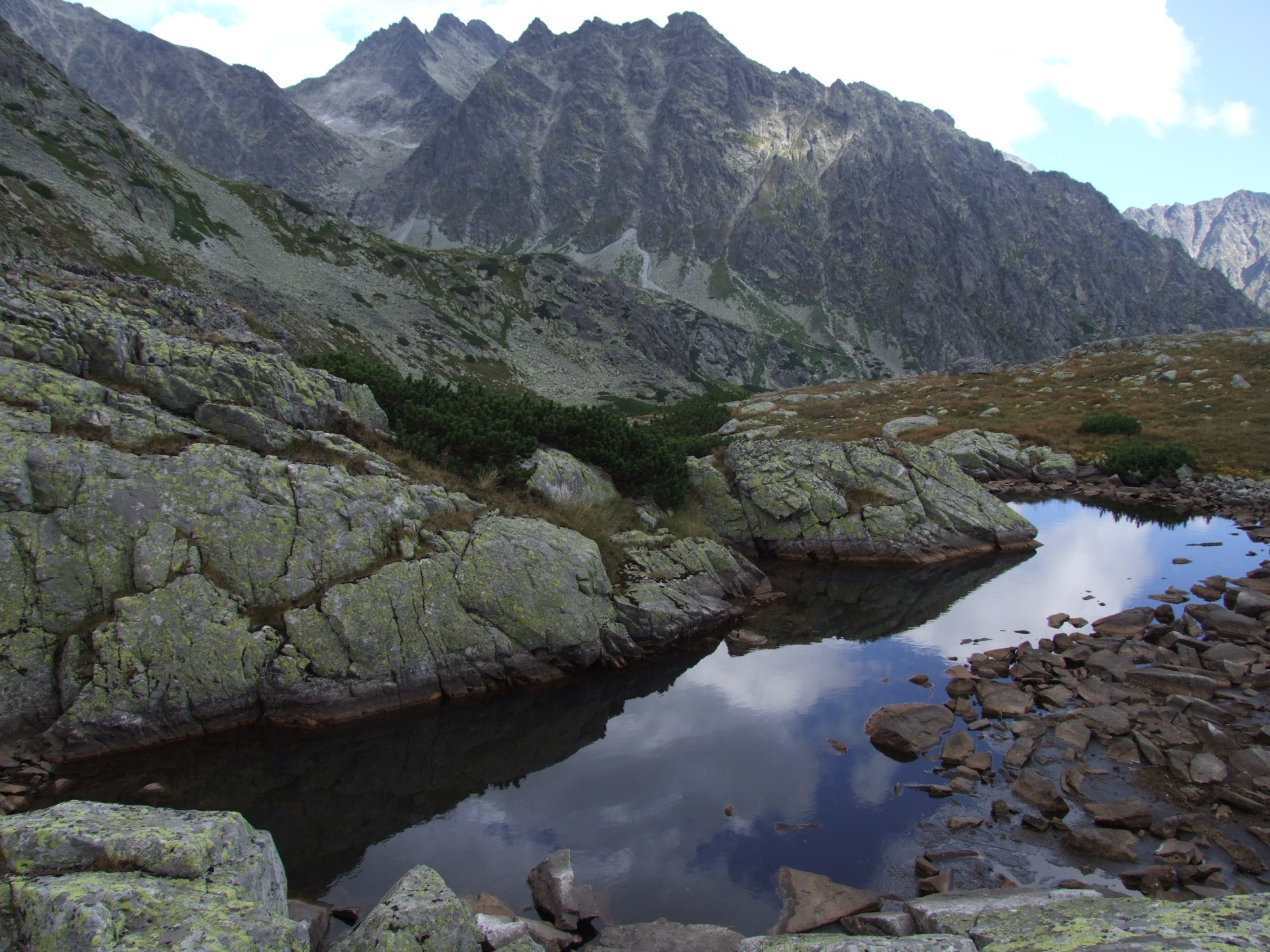
Zľava Ťažký štít, dvojvrcholová Vysoká a Kôpky.
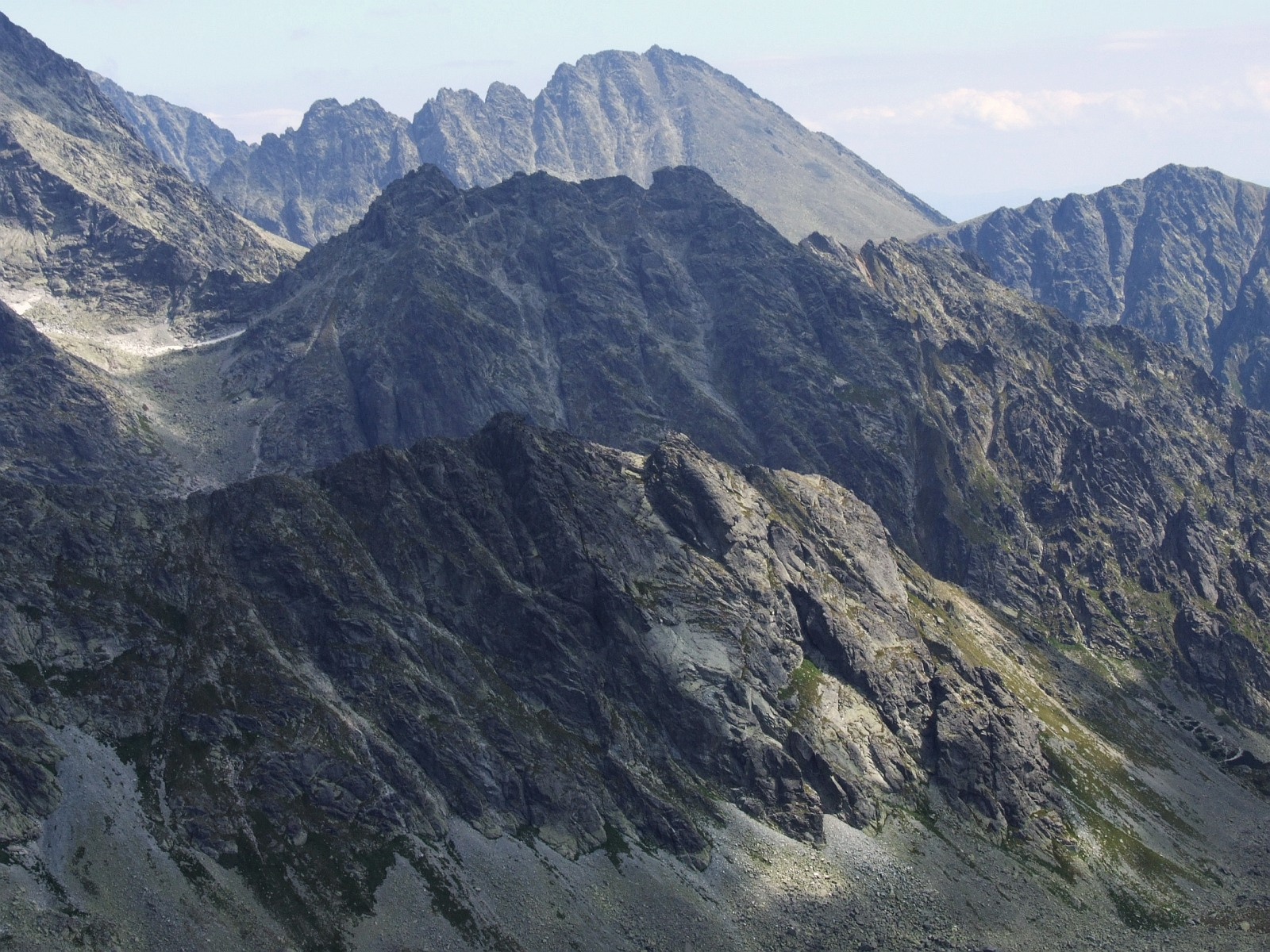
V popředí Mengusovský Volovec, uprostřed Kôpky s Popradským hrebeňom, vzadu Končistá, vpravo Tupá.
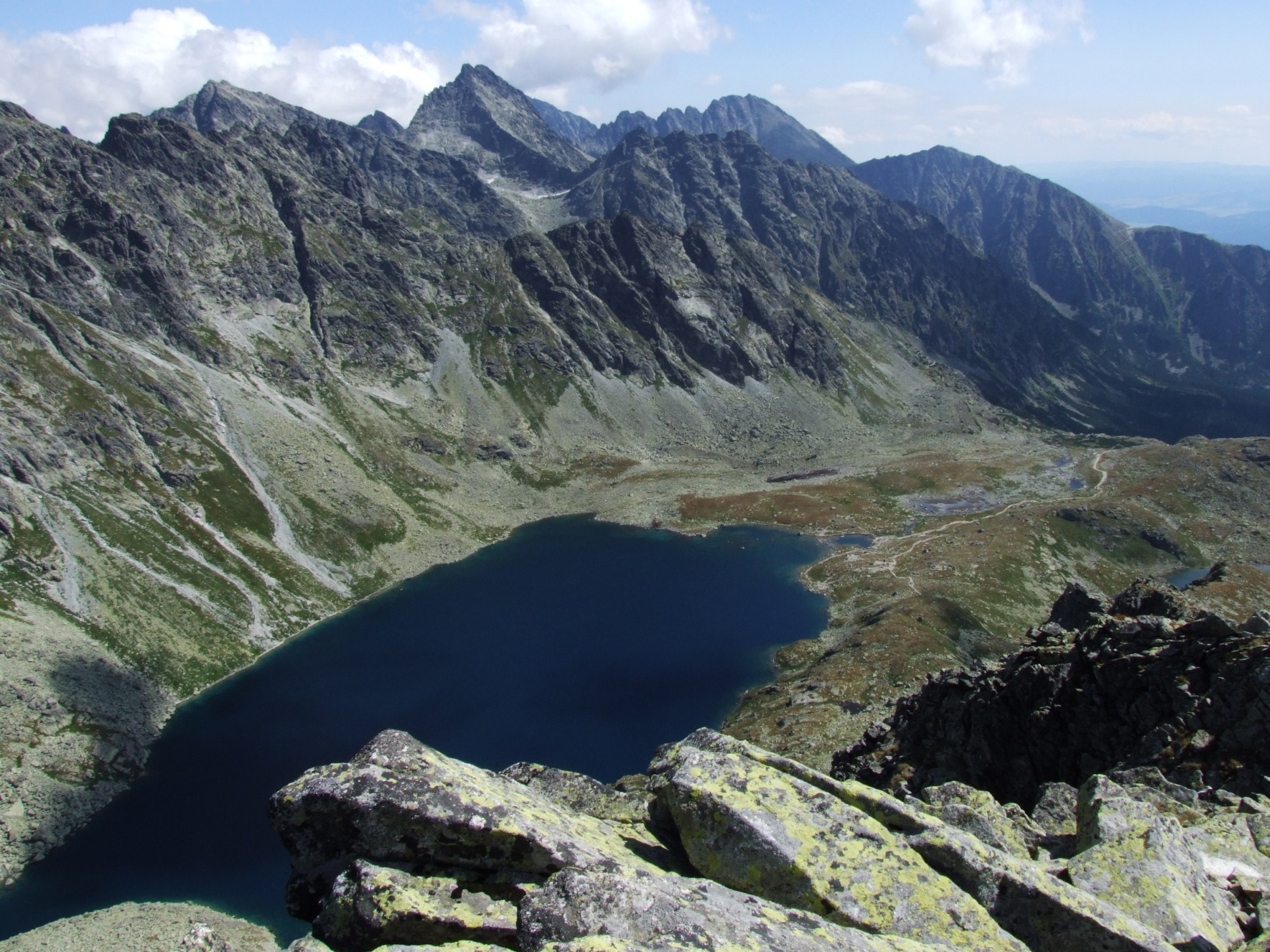
To samé plus Veľké Hincovo pleso a vlevo Rysy.
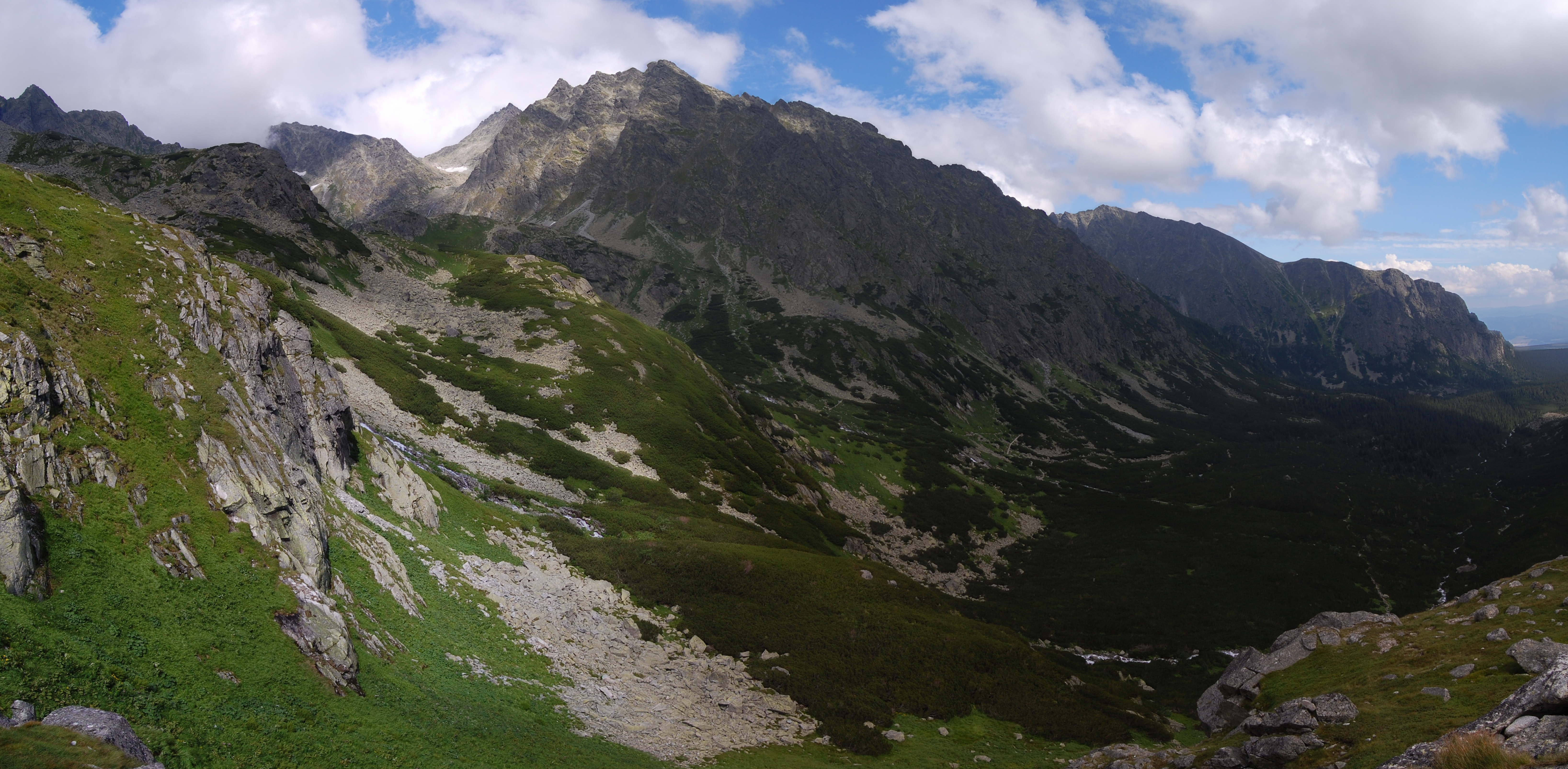
Kôpky, vlevo od nich sněhové pole v Dolinke pod Váhou, nad nímu Ťažký štít.
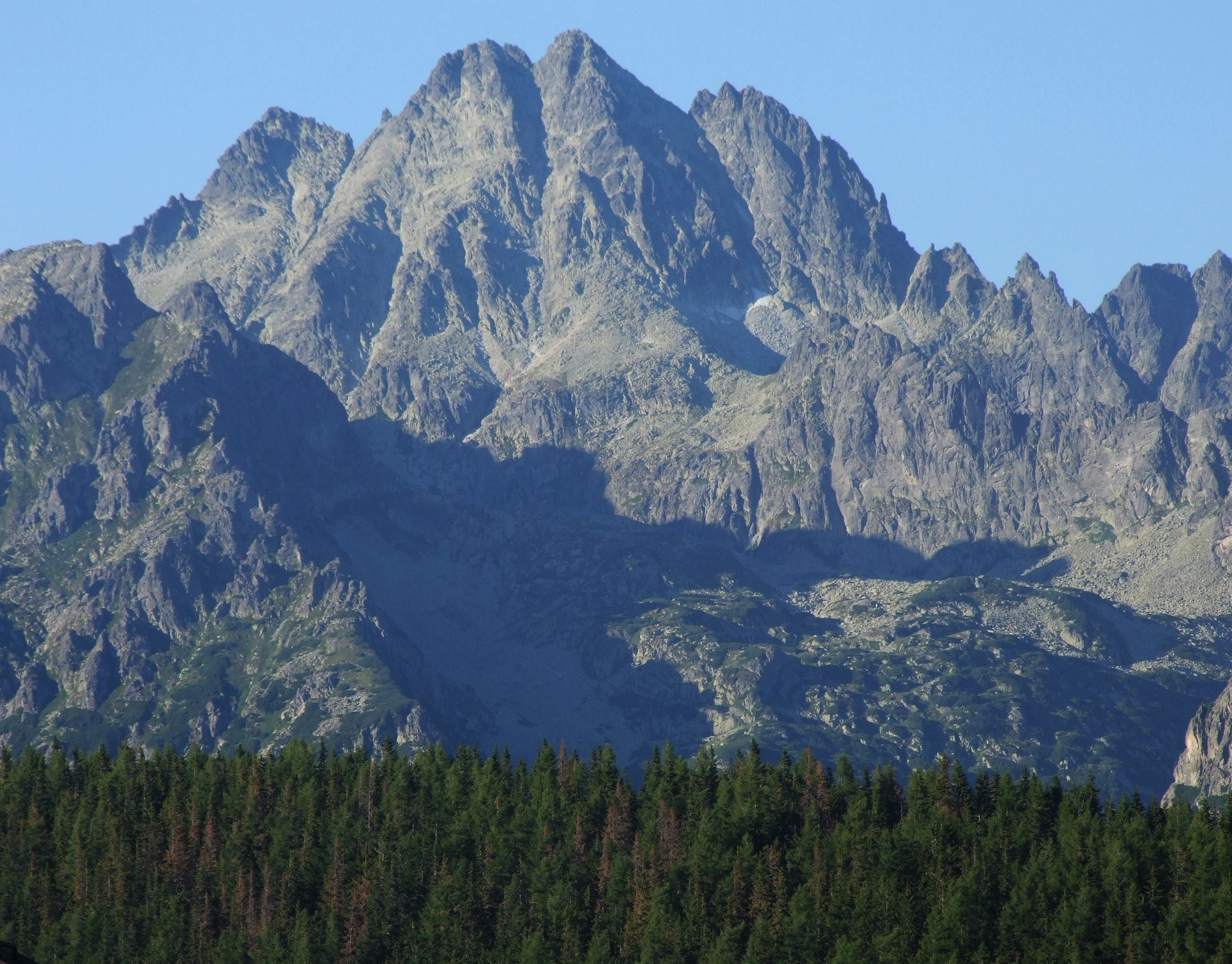
Pod skupinou Vysokej vlevo dolu Popradský hrebeň.
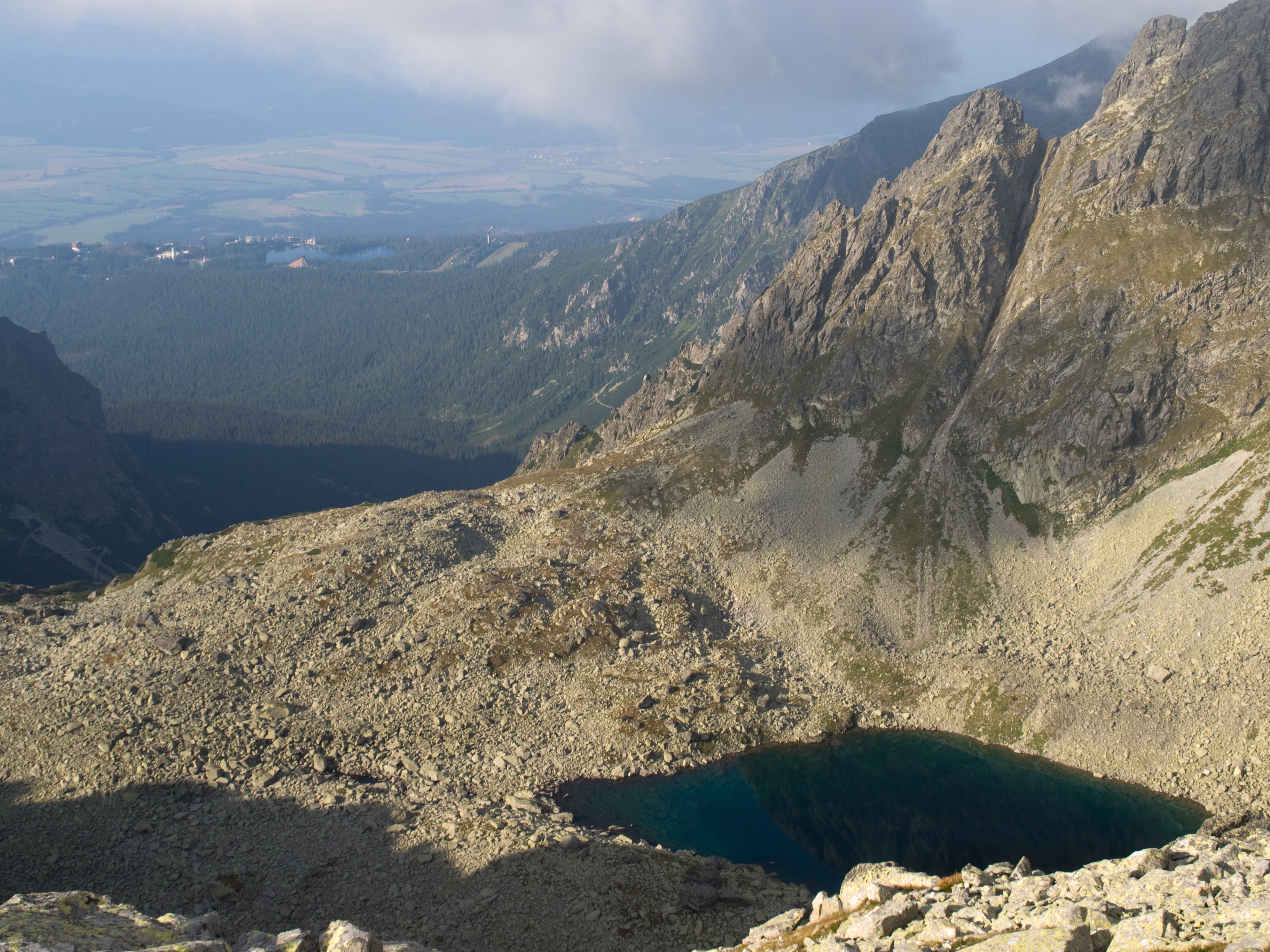
Popradské veže nad Dračím plesom.
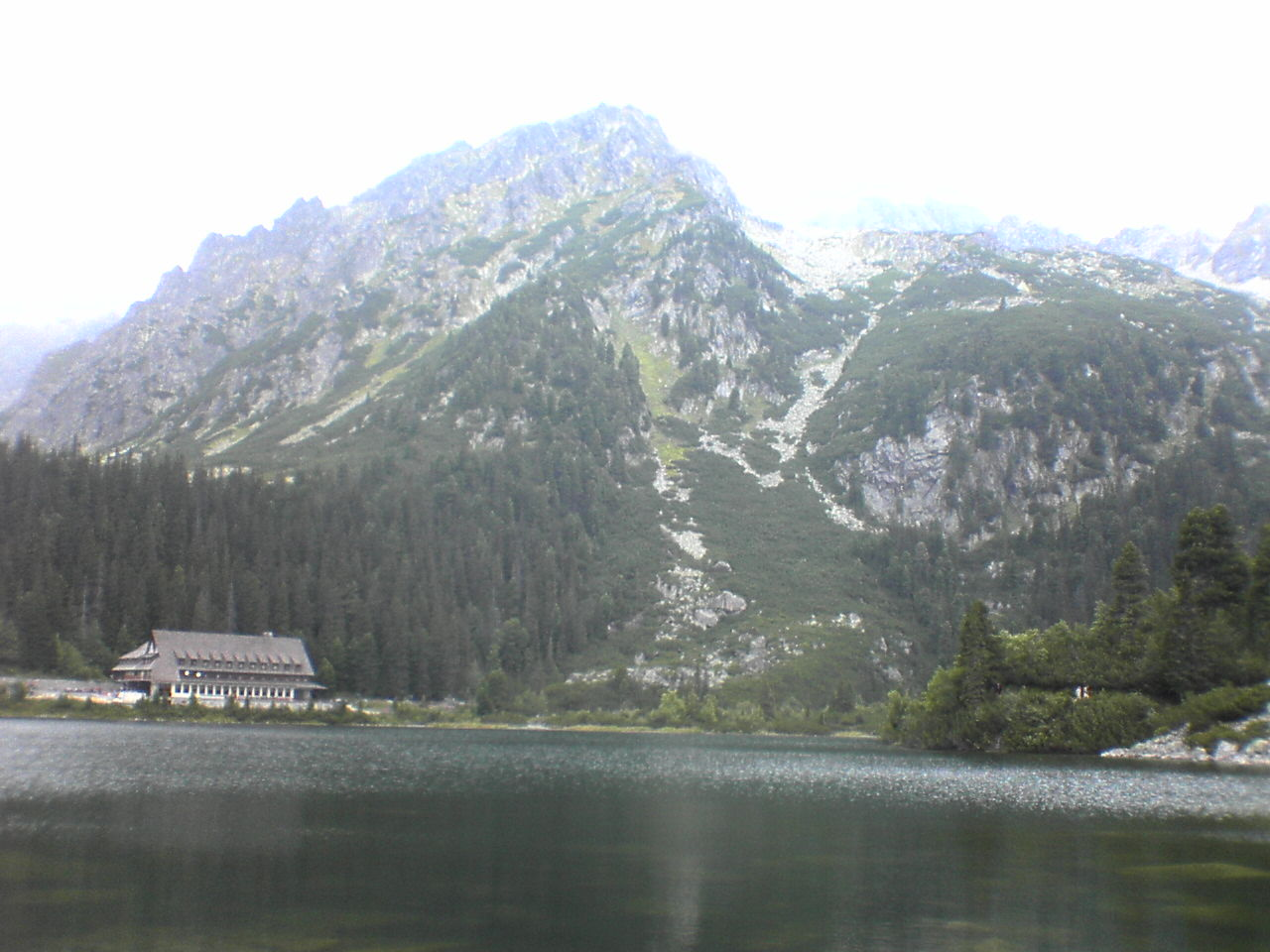
Sedem Popradských mníchov a Popradský hrebeň nad Chatou pri Popradskom plese.